# District de Mondoubleau
Le district de Mondoubleau est une ancienne division territoriale française du département de Loir-et-Cher de 1790 à 1795.
Il était composé des cantons de Mondoubleau, Droué, le Gault, Savigny et la Ville aux Clercs.